# Ölablassschraube

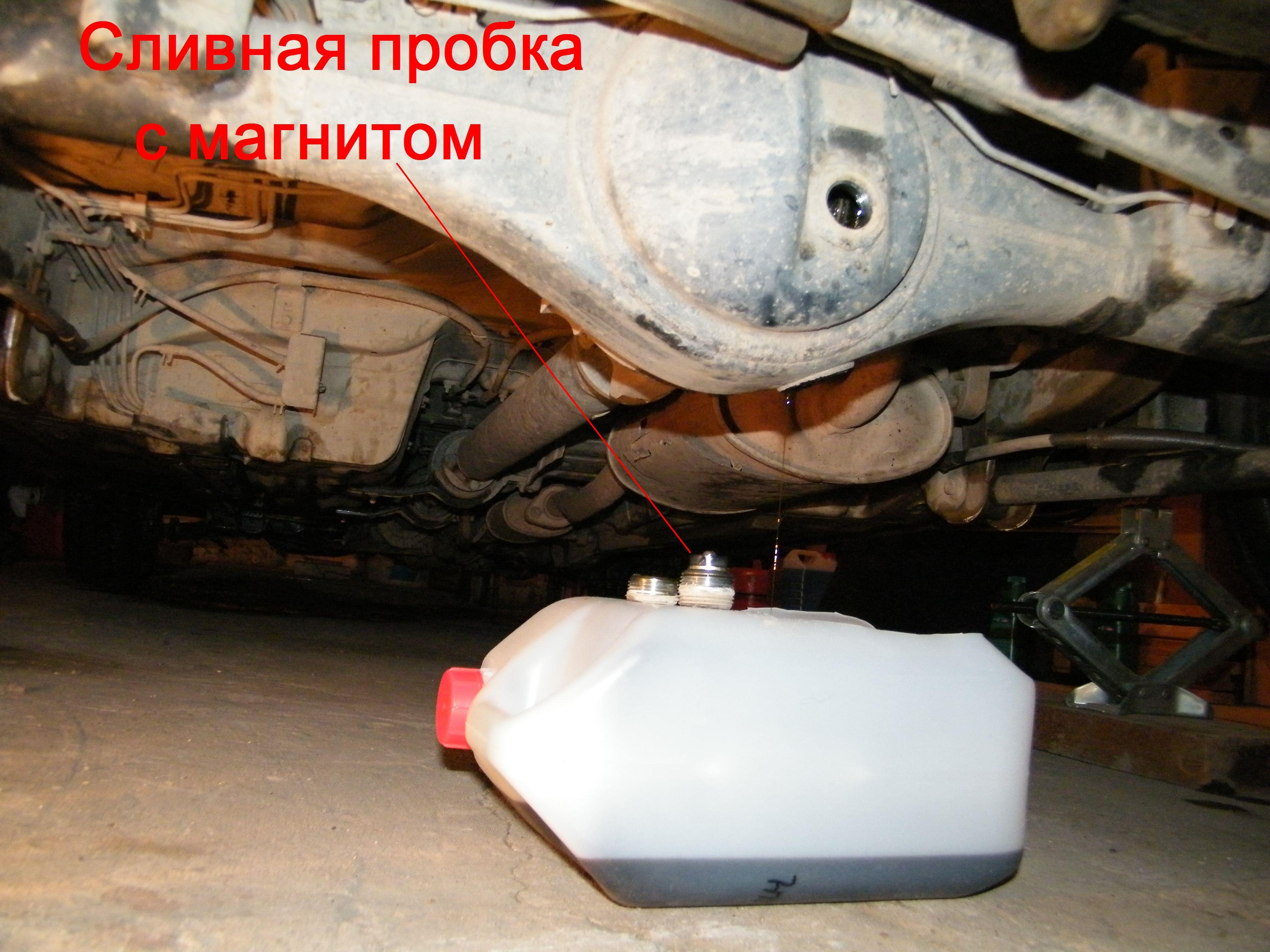
Getriebeöl in der Hinterachse wechseln. Die Ablassschraube liegt im Bild auf dem Ölauffangbehälter

Die Ölablassschraube ist eine Verschlussschraube aus Metall oder Kunststoff, welche eine Ablassöffnung mittels zwischengelegtem Dichtring verschließt. Diese Öffnung wird benötigt, um Altöl beim Ölwechsel vor der Neubefüllung abzulassen. Die Ölablassschraube befindet sich an der tiefsten Stelle der Ölwanne, damit das darin enthaltene Öl durch seine eigene Schwerkraft vollständig ausfließen kann und sich das gesamte System dadurch selbständig entleert.
Anstelle einer gewöhnlichen Schraube kann auch eine spezielle Ölablassschraube mit Ventil (gelegentlich auch „Bochumer Stopfen“ genannt) verwendet werden.